# Frédéric de Reiffenberg

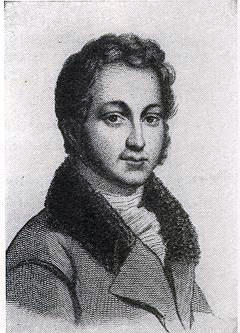
Baron Frédéric de Reiffenberg, hoogleraar aan de Rijksuniversiteit Leuven

Frédéric Auguste Ferdinand Thomas de Reiffenberg (Bergen, 14 november 1795 - Sint-Joost-ten-Node, 18 april 1850) was een Belgisch auteur en historicus.

## Levensloop
Reiffenberg behoorde tot een familie van Duitse oude adel. Van 1814 tot 1818 was hij militair in het geallieerde leger tegen Napoleon. In 1818 werd hij poësisleraar en leraar wiskunde in het atheneum van Antwerpen en in 1819 in het atheneum van Brussel. Hij was van een onstuitbare activiteit en publicatiedrift. Hij werd opgemerkt door de Koninklijke Academie, die hem in 1823 tot corresponderend lid benoemde.
Hij doceerde weldra filosofie aan de Rijksuniversiteit Leuven en, na de sluiting van deze universiteit, geschiedenis aan de Rijksuniversiteit Luik. Na een beschuldiging van plagiaat werd hij op een haar na afgezet; hij mocht geen lid meer zijn van de examencommissies en verliet uiteindelijk Luik.
In 1837 verkregen zijn vrienden (onder wie Adolphe Quetelet, Goswin de Stassart en Philippe Lesbroussart) zijn benoeming als conservator van de pas opgerichte Koninklijke Bibliotheek van België. Hij werd ook een van de actiefste leden van de Koninklijke Academie voor Wetenschappen, Letteren en Schone Kunsten.
Reiffenberg was in Leuven op 29 augustus 1827 getrouwd met Marie Adelia Felicitas Frantzen (1797-1852), een kleindochter van generaal Jan Andries vander Mersch. Baron de Reiffenberg had twee zonen. 
In 1842 werd hij erkend in de Belgische erfelijke adel, met de titel baron, overdraagbaar op al zijn afstammelingen. De familie doofde uit rond 1882.

## Publicaties
- Les Politiques de salon, komedie in 3 bedrijven en op vers, 1821
- Les Harpes, 1823 (poëziebundel).
- Poésies diverses suivies d'épîtres et de discours en vers, 2 vol., 1825
- De Justi Lipsii, v. inl., vita et scriptis commentarius in stadio regiae scientiarum literarumque Academiae Brux. aurea palma donatus, 1821
- Mémoire couronné en réponse à cette question proposée par l'Académie royale de Bruxelles : « Quel a été l'état de la population des fabriques et manufactures et du commerce dans les provinces des Pays-Bas, pendant les XVe et XVIe siècles ? » 1822
- Archives philologiques, 6 vol., 1825-1830
- Résumé de l'histoire des Pays-Bas, 2 vol., 1827
- Ruines et souvenirs, 1832
- Principes de logique, suivis de l'histoire et de la bibliographie de cette science, 1833[2]
- Supplément à l'Art de vérifier les dates et aux divers recueils diplomatiques, ou Mémoire sur quelques anciens fiefs, 1834
- Histoire de l'ordre de la Toison d'or, depuis son institution jusqu'à la cessation des chapitres généraux, tirée des archives mêmes de cet ordre et des écrivains qui en ont traité, 1835[3]
- Essai sur la statistique ancienne de la Belgique : I. Population. II. Architecture. III. Mobilier, costumes, 1835
- Souvenirs d'un pèlerinage en l'honneur de Schiller, 1839
- Le Feld-Maréchal prince Charles-Joseph de Ligne, 1845
- Apologues, 1848
- Histoire du comté de Hainaut, 3 vol., s. d. Dl. 1 Dl. 3

Tekstedities
- Mémoires de Jacques du Clercq, imprimés sur les manuscrits du roi, 4 vol., 1823
- Nouvelles Archives historiques des Pays-Bas, 2 vol., 1829-1831
- 'Chartes de' affranchissement des XIme et XIIIme siècles, 1833
- Le Dimanche, récits de Marsilius Brunck, 2 vol., 1834
- Le Lundi, nouveaux récits de Marsilius Brunck, 1835
- Chronique rimée de Philippe Mouskes, Tome I, 1836 en Tome II, 1838
- Correspondance de Marguerite d'Autriche avec Philippe II, suivie des interrogatoires du comte d'Egmont, 1842
- Monuments pour servir à l'histoire des provinces de Namur, de Hainaut et de Luxembourg, met Léopold Devillers en Joseph Jean de Smet, 10 vol., 1844-1874 (Tome 1, 1844) (Tome 5, 1848)
- Gilles de Chin, poëme de Gautier de Tournay, trouvère du XIVe siècle, 1845
- Une Existence de grand seigneur au XVIe siècle, mémoires autographes du duc Charles de Croÿ, 1845